# Prim-ministrul Georgiei
Prim-ministrul Georgiei este șeful guvernului acestei țări. Funcția a apărut în momentul declarării independenței Republicii Democrate Georgiene în 1918. Ulterior, țara a fost cucerită de Armata Roșie și anexată Uniunii Sovietice sub numele de RSS Gruzină.

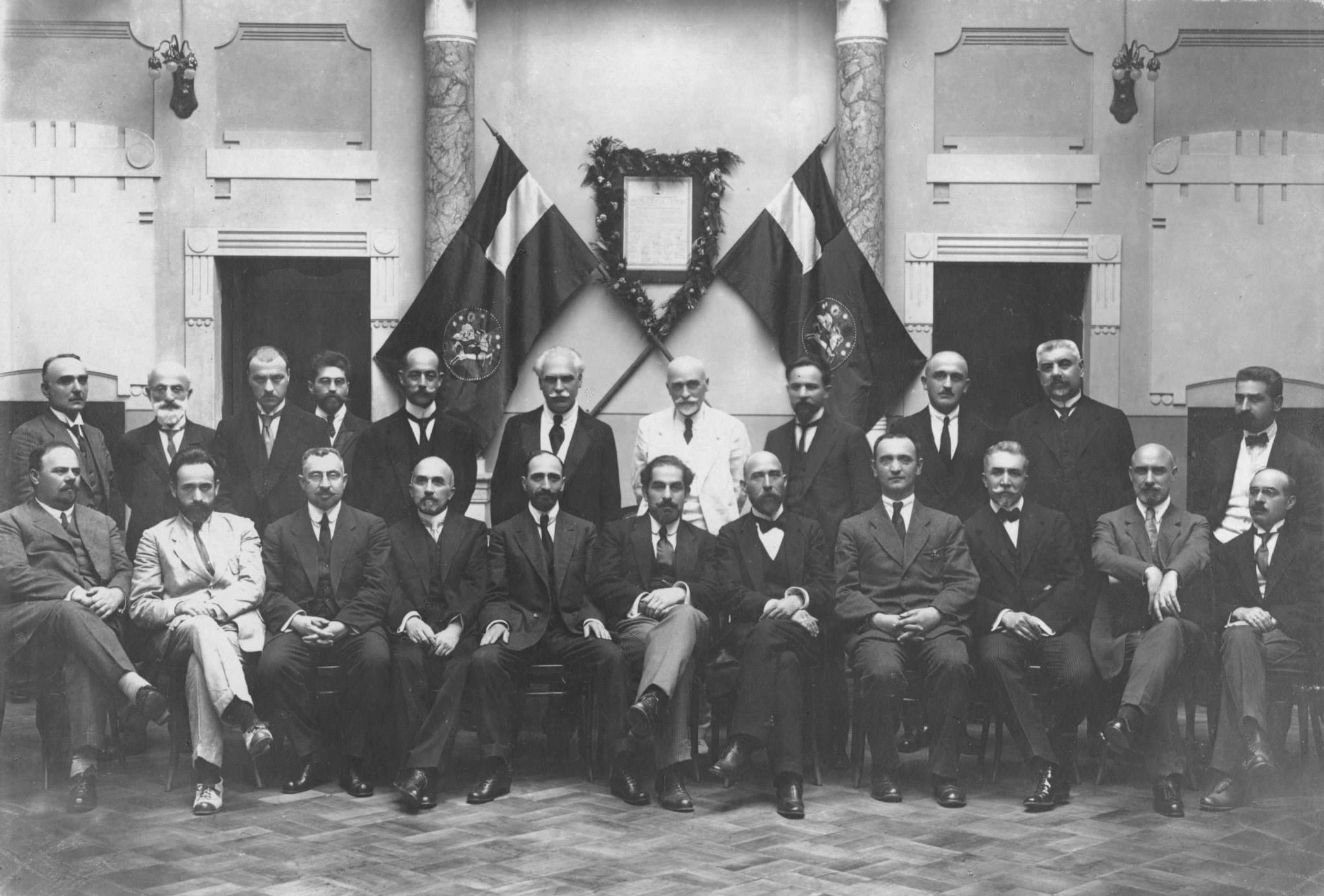
Membrii guvernului Republicii Democrate Georgiene

În perioada de existență a Republicii Democrate Georgiene, funcția se numea „președintele guvernului” (în georgiană მთავრობის თავმჯდომარე). După intrarea trupelor sovietice pe teritoriul Georgiei, funcția de prim-ministru a fost abolită, dar, în schimb, au apărut posturile de președinte al consiliului comisarilor poporului (în georgiană სახალხო კომისართა საბჭოს თავმჯდომარე) și mai târziu Președinte al consiliului de miniștri (în georgiană მინისტრთა კაბინეტის თავმჯდომარე).
Funcția de prim-ministru, în accepțiune modernă, a fost restaurată în august 1991, dar a fost desființată în decembrie 1995. În locul prim-ministrului a fost creat un post de ministru de stat (în georgiană სახელმწიფო მინისტრი). La 6 februarie 2004, au fost efectuate reforme constituționale, în urma cărora funcția a recăpătat numele de „prim-ministru”.
Conform legislației în vigoare, președintele desemnează un candidat la funcția de prim-ministru, pentru aprobarea parlamentului. În caz de aprobare a candidaturii, prim-ministrul își constituie cabinetul de miniștri, în acord cu președintele.

## Lista șefilor guvernului Georgiei
Această listă este generată cu date din Wikidata și este actualizată periodic de un robot.
 Editările făcute în listă vor fi șterse la următoarea actualizare!
| Foto | Nume                  | Începutul mandatului  | Sfârșitul mandatului  |
| ---- | --------------------- | --------------------- | --------------------- |
|      | Giorgi Arsenishvili   |                       |                       |
|      | Tengiz Sigua          |                       |                       |
|      | Bessarion Gugushvili  |                       |                       |
|      | Avtandil Jorbenadze   |                       |                       |
|      | Nika Gilauri          | 2009-02-06            | 2012-07-04            |
|      | Noe Zhordania         |                       |                       |
|      | Vano Merabishvili     | 2012-07-04            | 2012-10-25            |
|      | Otar Patsatsia        | 1993-08-20            | 1995-10-05            |
|      | Zurab Zhvania         | 2003-11-27 2004-02-17 | 2004-02-17 2005-02-03 |
|      | Miheil Saakașvili     | 2005-02-03            | 2005-02-17            |
|      | Zurab Noghaideli      | 2005-02-17            | 2007-11-16            |
|      | Giorgi Baramidze      | 2007-11-16            | 2007-11-22            |
|      | Lado Gurgenidze       | 2007-11-22            | 2008-11-01            |
|      | Grigol Mgaloblishvili | 2008-11-01            | 2009-02-06            |
|      | Bidzina Ivanișvili    | 2012-10-25            | 2013-11-20            |
|      | Irakli Gharibașvili   | 2013-11-20 2021-02-22 | 2015-12-30 2024-01-29 |
|      | Ghiorghi Kvirikașvili | 2015-12-30            | 2018-06-13            |
|      | Mamuka Bakhtadze      | 2018-06-20            | 2019-09-02            |
|      | Giorgi Gakharia       | 2019-09-08            | 2021-02-18            |
|      | Maya Tskitishvili     | 2021-02-18            | 2021-02-22            |
|      | Irakli Kobahidze      | 2024-02-08            |                       |